# Port Alabama
Port Alabama est une communauté non incorporée du comté de Mobile et du bayou La Batre en Alabama.

## Géographie
La communauté de Port Alabama est située dans l'île de Mon Louis Island à l'ouest de la baie de Mobile (en face de l'île de Gaillard Island et de la baie de Bon Secour) et donnant au sud sur le golfe du Mexique, face à l'Isle aux Herbes et à l'île de Dauphin Island. Port Alabama est située à une dizaine de kilomètres au sud-est du bayou La Batre, au sud du bourg de Mon Louis et à l'est de celui de Coden. 

## Histoire
Port Alabama fut un temps le lieu d'excavation et de dragage des fonds de la baie de Mobile lors de la création de l'île artificielle de Gaillard Island en 1979. La rive occidentale de la baie de Mobile, le long de l'île Mon Louis Island fut réaménagée. Aujourd'hui, le territoire de Port Alabama est constitué de villas et de résidences secondaires situées de part et d'autre de la route conduisant à l'île de Dauphin Island.